# Кизилкуль
Кизилку́ль (каз. Қызылкөл) — село у складі Чингірлауського району Західноказахстанської області Казахстану. Входить до складу Чингірлауського сільського округу.
У радянські часи село називалось Кизилколь.
Населення — 83 особи (2021; 148 у 2009, 338 у 1999, 363 у 1989).